# ブエルタ・ア・エスパーニャ1978
ブエルタ・ア・エスパーニャ1978（Vuelta ciclista a España 1978）は1978年4月25日から5月14日まで行われた、ブエルタ・ア・エスパーニャの33回目の大会。

## 概要
ルノー・ジタンチームの監督シリル・ギマールは、当大会のリーダーとしてプロ2年目の23歳、ベルナール・イノーを抜擢。イノーはその期待に応え、プロローグからマイヨ・オロを奪取。第3ステージ以降はフェルディ・ファンデンホートにマイヨ・オロを譲るが、第11ステージ後半のバルセロナにおける個人タイムトライアル、さらに第12ステージと連勝して再びマイヨ・オロを奪回。その後は他を圧倒する走りを見せ、終わってみれば区間5勝を挙げて総合優勝を飾った。
さらに当大会の優勝をきっかけとして勢いに乗ったイノーは、当年のツール・ド・フランスでも総合優勝を果たすことになる。つまり当年ブエルタの優勝こそが、イノーを後に歴史的名選手へと導くきっかけにもなったわけである。

## 総合成績
| 順位 | 選手名                           | 国籍     | 時間           |
| ---- | -------------------------------- | -------- | -------------- |
| 1    | ベルナール・イノー               | フランス | 85時間24分14秒 |
| 2    | ホセ・ペサロドーナ               | スペイン | +3分02秒       |
| 3    | ジャン＝ルネ・ベルノードー       | フランス | +3分47秒       |
| 4    | エウラリオ・ガルシア             | スペイン | +4分23秒       |
| 5    | アドリ・シッパー                 | オランダ | +4分28秒       |
| 6    | フェルディ・ファンデンホート     | ベルギー | +5分52秒       |
| 7    | ホセ・ナザベル                   | スペイン | +6分12秒       |
| 8    | エンリケ・マルチネス・エレディア | スペイン | +6分53秒       |
| 9    | ゴンザロ・アハ                   | スペイン | +10分12秒      |
| 10   | ビセンテ・ロペスカリル           | スペイン | +13分57秒      |

### マイヨ・オロ保持者
| 選手名                       | 国籍     | 首位区間                  |
| ---------------------------- | -------- | ------------------------- |
| ベルナール・イノー           | フランス | プロローグ-第2、第12-最終 |
| フェルディ・ファンデンホート | ベルギー | 第3-第11(b)               |

### 各部門賞結果
| 第33回 ブエルタ・ア・エスパーニャ 1978 |                                          |
| 全行程                                 | 19区間、2995km                           |
| 総合優勝                               | ベルナール・イノー 85時間24分14秒        |
| 2位                                    | ホセ・ペサロドーナ +3分02秒              |
| 3位                                    | ジャンレネ・ベルノードー +3分47秒        |
| ポイント賞                             | フェルディ・ファンデンホート 215ポイント |
| 2位                                    | ウイリー・テールリンク 157ポイント       |
| 3位                                    | ベルナール・イノー 130ポイント           |
| 山岳賞                                 | アンドレス・オリバ 112ポイント           |
| 2位                                    | エンリケ・チマ 81ポイント                |
| 3位                                    | ベルナール・イノー 60ポイント            |